# Порецкий, Платон Сергеевич
Платон Сергеевич Порецкий (3 (15) октября 1846, Елисаветград — 9 (22) августа 1907, село Жоведь, Городнянский уезд, Черниговская губерния) — русский астроном, математик. Автор первых в России трудов по математической логике, активно занимался популяризацией этой дисциплины, первый из русских учёных, кто читал лекции по математической логике. Занимался проблематикой алгебры высказываний. Его работы (логическая теория канонических форм, алгоритм нахождения следствий из данных посылок и гипотез из данных следствий) оказали влияние на последующие работы в этой области. Хотя основной его специальностью была астрономия, как астроном Порецкий малоизвестен, популярность ему принесло его «хобби» — занятия математической логикой.

## Биография
Платон Сергеевич родился 3 октября 1846 года в уездном городе Елисаветграде Херсонской губернии, где отец состоял на службе военным врачом. Вскоре отец его был переведён в Лохвицу, Полтавской губернии, где Платон Сергеевич провёл свою юность и окончил среднее образование. После окончания Полтавской гимназии он поступил на физико-математический факультет Харьковского университета, который и окончил в 1870 году. Ещё в университете Платон Сергеевич проявлял настолько выдающиеся способности, что по предложению профессора астрономии И. И. Федоренко был оставлен при университете профессорским стипендиатом по кафедре астрономии. В течение трёх лет, 1871—1874 годы, Платон Сергеевич готовился к сдаче магистерского экзамена и практиковался в астрономических наблюдениях на старой университетской обсерватории, помещавшейся на башне, на углу университетского корпуса. Сделанные им в это время наблюдения послужили для определения географических координат этой башни и были напечатаны в «Известиях университета» за 1873 год. Выдержав в 1873 году магистерский экзамен, Платон Сергеевич был оставлен стипендиатом ещё на год и в 1874 году был командирован Харьковским университетом в Пулковскую обсерваторию для приготовления к экспедиции в Астрахань для наблюдения прохождения Венеры.
Находясь в Пулково, Платон Сергеевич, кроме подготовки к наблюдениям Венеры, производил и другие наблюдения на 6-дюймовом рефракторе Харьковской обсерватории, предназначенном для наблюдения прохождения Венеры, и сделал длинный ряд наблюдений кометы Коджия, которые были впоследствии напечатаны в журнале «Astr.Nachr.» Неблагоприятная погода в Астрахани не позволила наблюдать прохождение Венеры, и Платон Сергеевич, сделав географическое определение места, выбранного для наблюдений, возвратился в Харьков.
В 1876 году Платон Сергеевич был избран астрономом-наблюдателем Казанского университета. В это время в Казанской обсерватории усиленно производились меридианные наблюдения звёзд казанской зоны для международного астрономического общества, и эта работа, производившаяся до того профессором М. А. Ковальским, перешла всецело в руки Платона Сергеевича Порецкого. В течение трёх лет (1876—1879 годы) он энергично наблюдал на меридианном круге и, хотя, после выхода I и II тома наблюдений зоны выяснилась необходимость произвести дополнительные наблюдения, здоровье Платона Сергеевича было уже настолько подорвано, что он не мог уже закончить этот труд и 31 января 1889 года вышел в отставку по болезни. Кроме указанных меридианных наблюдений, Платоном Сергеевичем Порецким в Казанской обсерватории были сделаны и многие другие наблюдения, как, например, наблюдения планеты Марс, кометы 1881 года.
Но деятельность практического астронома не могла удовлетворить Платона Сергеевича. Несмотря на расстроенное здоровье, он находил время для чисто научных работ и преподавательской деятельности, а все свободное время отдавал деятельности общественной. По основании в Казани секции физико-математических наук при Обществе естествоиспытателей, Платон Сергеевич с большой энергией отдавался интересам секции. Он был одним из деятельнейших её пожизненных членов, под его наблюдением издавался «Протокол» секции.
В 1884 году в «Протоколах» секции были напечатаны два тома его капитального сочинения: «Об основах математической логики» и «О способах решения логических равенств и об обратном способе математической логики». Не только в России, где это сочинение являлось на то время единственным в своём роде, оно и вообще в науке того времени может быть поставлено на один уровень с трактатами об этом предмете Буля, Шрёдера и Джевонса, Порецкий дополняет и развивает их идеи. В нём Платон Сергеевич Порецкий делает замечательный опыт построения полной и законченной теории качественных умозаключений. Основным направлением в логике Порецкого стала его теория следствий и причин логических равенств, которую он исследовал в связи с трактовкой канонических форм для логических выражений. По словам Н. И. Стяжкина «Порецкий попытался решить проблему разрешимости в исчислении классов посредством нахождения по возможности наиболее простого и эффективного разрешающего алгоритма». В своей логической теории основной проблемой Порецкий считал «решение вопроса о выведении следствий из заданной системы посылок и нахождение тех посылок, из которых данное логическое равенство может быть получено в качестве следствия». Основным отличием логики от алгебры он видел в том, что «первая изучает „формы качественные“, а вторая — „формы количественные“». Однако «эти отличия, — пишет Порецкий, — не должны заслонять то общее, что характерно для обеих этих наук. Так метод математической логики, по его характеристике, аналогичен математическому методу алгебры».
В 1886 году также в приложениях к «Протоколам» секции было напечатано его сочинение: «К вопросу о решении некоторых нормальных систем, встречающихся в практической астрономии, с применением к определению погрешностей делений меридионального круга Казанской обсерватории». Это сочинение было представлено на факультете, как магистерская диссертация, но факультет признал его труд настолько выдающимся, что после защиты Платон Сергеевич был удостоен сразу степени доктора астрономии. В том же году Платон Сергеевич был назначен приват-доцентом по сферической тригонометрии и в 1887 и 1888 годах читал этот предмет и математическую логику. Его вступительная лекция «Исторический очерк развития сферической тригонометрии» была напечатана в «Протоколах» секции. В 1887 году Платон Сергеевич участвовал в экспедиции на реку Вятку для наблюдения в слободе Медянахе, близ города Вятки (ныне Киров), полного солнечного затмения. Из других его статей, помещённых в «Протоколах» секции, заслуживают упоминания: обширные исследования о простых числах; «Решение общей задачи теории вероятностей при помощи математической логики», где применяется теория, изложенная в сочинении «О способах решения логических равенств»; «О связи между днями года и днями недели» и многое другое.
Когда Платон Сергеевич решил оставить Казань, то секция физико-математических наук письменно благодарила его за полезные труды и поднесла ему на память 6 томов своих «Протоколов» в роскошном переплёте. В бытность в Казани Платон Сергеевич в течение нескольких лет состоял редактором газеты «Казанский биржевой листок», в котором, кроме серьёзных статей, помещались его юмористические стихотворения, а также его переводы стихов Беранже. В некрологе и в книге Н. И. Стяжкина приводятся ошибочные данные о том, что он был редактором газеты «Казанский телеграф». На самом деле это не так.
Поселившись по выходе в отставку в селе Жоведь Городнянского уезда Черниговской губернии, Платон Сергеевич не переставал трудиться над разработкой решения логических равенств. В «Известиях Физико-Математического Общества» в последние годы его жизни было помещено несколько больших статей по этому предмету: «Sept lois foundamentales de la theorie des egalites logiques» (1898); «Quelques lois ulterieures» (1900—1901); «Theories des non egalites logiques» (1903). Интерес к науке не оставлял его до последних дней: он вёл деятельную переписку с некоторыми русскими и иностранными учёными и принимал заочное участие в международных конгрессах.
Скончался у себя в имении 9 августа (по другим источникам 10 августа) 1907 года в селе Жоведь Черниговской губернии после продолжительной и тяжёлой болезни. В селе, где он провёл последние свои годы, его женой С. Д. Порецкой была сооружена больница его имени, которая в будущем была передана земству.

## Сочинения
- Изложение основных начал математической логики в возможно более наглядной и общедоступной форме, 1881
- Семь основных законов теории логических равенств, 1898—1899
- О способах решения логических равенств и об обратном способе, 1884
- Решение общей задачи теории вероятностей при помощи математической логики Архивная копия от 5 марта 2016 на Wayback Machine, 1887
- Из области математической логики, 1902
- Некоторые дополнительные законы теории логических равенств, 1901—1902
- Теория логических неравенств, 1904
- Объединённая теория логических равенств и неравенства, 1908